# Ludvig Christian Müller

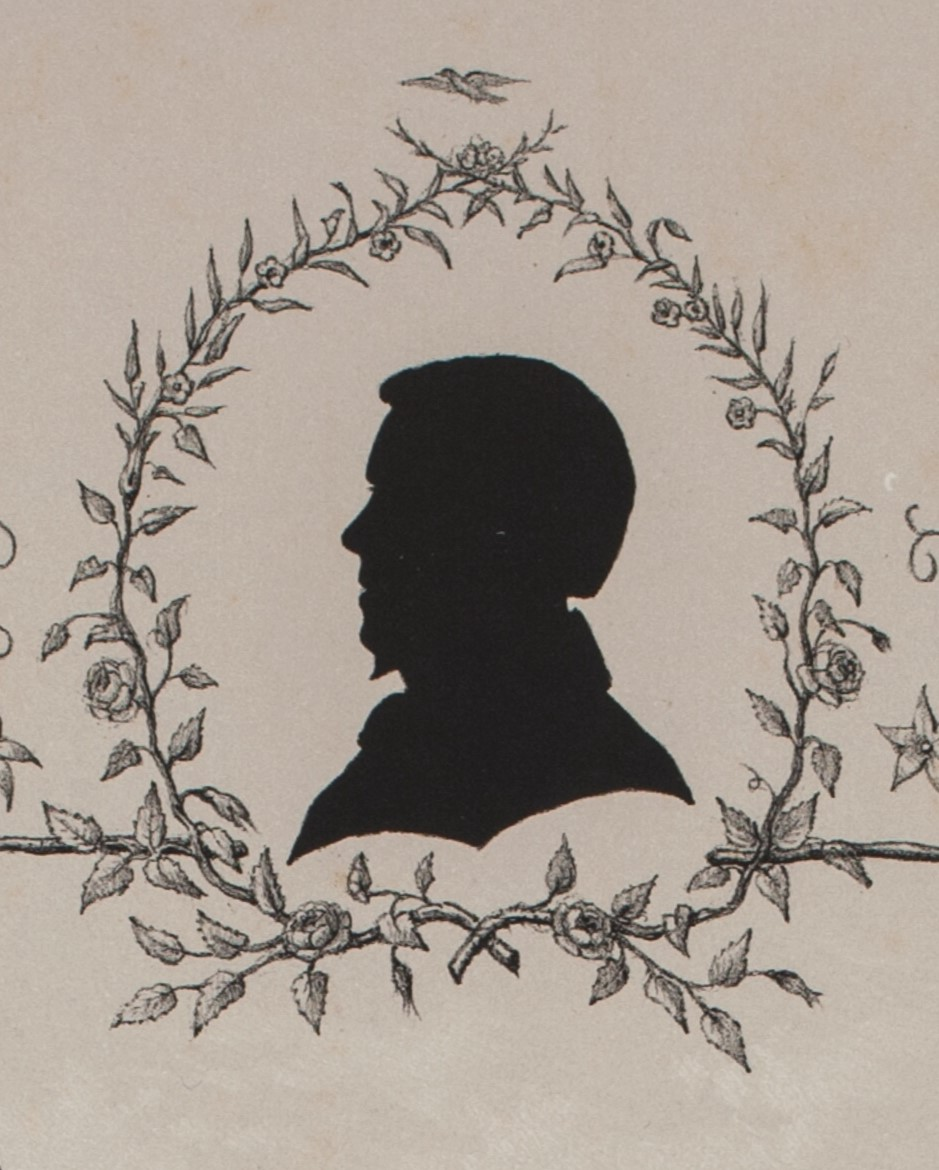
Ludvig Christian Müller.

Ludvig Christian Müller, född 12 maj 1806 i Köpenhamn, död 5 juni 1851 i Hammelev, var en dansk präst och seminarieföreståndare, far till Sigurd Müller.
Müller blev student 1822. Genom sina studier av bland annat hebreiska och isländska kom han i kontakt med Jakob Christian Lindberg och genom denne med N.F.S. Grundtvig, vars elev han blev. Efter att han avlagt teologie kandidatexamen 1827 undervisade han. Han skrev en isländsk grammatik 1830 och uppehöll sig därefter ett och ett halvt år på Island. Efter att han återvänt till Danmark gav han ut en hebreisk grammatik 1834, en samling anglo-saxiska texter med ordbok 1835, en isländsk läsebok med ordförklaringar 1837 och 1836 började han ge ut "Danmarks historia". 
År 1837 blev Müller kaplan i Ribe domkyrka och kyrkoherde i Seem. År 1842 blev han kyrkoherde i Snedsted och Nørhaa i Ålborgs stift och föreståndare för seminariet i Snedsted, som 1848 flyttades till Ranum, och Müller flyttade med som föreståndare för Ranums seminarium. 
Müllers "Bibliske Historie", varav del 1 utkom 1843 och del 2 1843 har använts fram till 1900-talet. 